# Amphinemura
Amphinemura is een geslacht van steenvliegen uit de familie beeksteenvliegen (Nemouridae). De wetenschappelijke naam van het geslacht is voor het eerst geldig gepubliceerd in 1902 door Ris.

## Soorten
Amphinemura omvat de volgende soorten:
- Amphinemura acutata Zhu & Yang, 2002
- Amphinemura alabama Baumann, 1996
- Amphinemura albifasciata Sivec, 1981
- Amphinemura amatulai Aubert, 1967
- Amphinemura ancistroidea Li & Yang, 2007
- Amphinemura apache Baumann & Gaufin, 1972
- Amphinemura apiciglobosa Li & Yang, 2008
- Amphinemura appalachia Baumann, 1996
- Amphinemura arcadia (Aubert, 1956)
- Amphinemura auriculata Du & Wang, 2007
- Amphinemura baei Ham & Lee, 1999
- Amphinemura banksi Baumann & Gaufin, 1972
- Amphinemura bella Zwick, 1977
- Amphinemura bifurcata Stark & Sivec, 2010
- Amphinemura bihamata Li & Yang, 2008
- Amphinemura biloba Du & Zhou, 2007
- Amphinemura bilolai Aubert, 1967
- Amphinemura bomdilai Aubert, 1967
- Amphinemura borealis (Morton, 1894)
- Amphinemura bulla Shimizu, 1997
- Amphinemura caoae Stark & Sivec, 2010
- Amphinemura cestroidea Li & Yang, 2005
- Amphinemura cherrapunjii (Aubert, 1967)
- Amphinemura chiffensis (Aubert, 1956)
- Amphinemura chui Wu, 1935
- Amphinemura claassenia (Wu, 1935)
- Amphinemura clavigera Shimizu, 1997
- Amphinemura claviloba (Wu, 1973)
- Amphinemura cordiformis Li & Yang, 2006
- Amphinemura coreana Zwick, 1973
- Amphinemura cornuloba (Wu, 1973)
- Amphinemura crenata (Koponen, 1949)
- Amphinemura cryptocercia (Wu, 1938)
- Amphinemura ctenospina Li & Yang, 2008
- Amphinemura curvidens Shimizu, 1998
- Amphinemura curvispina (Wu, 1973)
- Amphinemura decemseta Okamoto, 1922
- Amphinemura delosa (Ricker, 1952)
- Amphinemura denstigris Zwick, 2010
- Amphinemura dentata Zwick, 1977
- Amphinemura dentifera Zhiltzova, 1979
- Amphinemura dentiloba (Wu, 1973)
- Amphinemura didyma Zhu & Yang, 2002
- Amphinemura dispositspina Du & Wang, 2007
- Amphinemura divergens Stark & Sivec, 2010
- Amphinemura elegans Zwick, 1980
- Amphinemura elongata Li, Yang & Sivec, 2005
- Amphinemura exigua Zwick, 1977
- Amphinemura falciloba (Wu, 1973)
- Amphinemura filarmia Li & Yang, 2007
- Amphinemura fililoba (Wu, 1973)
- Amphinemura flabellata Li & Yang, 2008
- Amphinemura flavicollis Klapálek, 1912
- Amphinemura flavinotus Shimizu, 1997
- Amphinemura flavostigma (Okamoto, 1922)
- Amphinemura fleurdelia (Wu, 1949)
- Amphinemura forcipiloba (Wu, 1962)
- Amphinemura furcospinata (Wu, 1949)
- Amphinemura furcostyla (Wu, 1973)
- Amphinemura fusca Zwick, 1977
- Amphinemura fuscipes Zwick, 1977
- Amphinemura giay Stark & Sivec, 2010
- Amphinemura gressitti Kawai, 1969
- Amphinemura gritsayae (Zhiltzova, 1971)
- Amphinemura guadarramensis (Aubert, 1952)
- Amphinemura guangdongensis Yang, Li & Zhu, 2004
- Amphinemura guizhouensis Li & Yang, 2006
- Amphinemura hainana Li & Yang, 2008
- Amphinemura hamatmicroda Du & Wang, 2007
- Amphinemura hamiornata Li & Yang, 2008
- Amphinemura handschini (Geijskes, 1937)
- Amphinemura hastata (Wu, 1973)
- Amphinemura hibernatarii Pardo, 1989
- Amphinemura interrupta Li & Yang, 2008
- Amphinemura kawaii Shimizu, 1997
- Amphinemura kiangsiensis (Wu, 1935)
- Amphinemura kustarevae Zhiltzova, 1976
- Amphinemura laguncula Harper, 1975
- Amphinemura latifollicula Du & Wang, 2007
- Amphinemura lebezi Sivec, 1981
- Amphinemura leigong Wang & Du, 2006
- Amphinemura licenti (Wu, 1938)
- Amphinemura lii Zhu & Yang, 2003
- Amphinemura lithami Aubert, 1967
- Amphinemura longispina (Okamoto, 1922)
- Amphinemura ludinganus Li & Yang, 2008
- Amphinemura lurida Zwick, 1977
- Amphinemura luteipes Kimmins, 1947
- Amphinemura macrotubifera Du & Zhou, 2007
- Amphinemura malleicapitata Li & Yang, 2006
- Amphinemura mamillata Li & Yang, 2008
- Amphinemura manipurensis Aubert, 1967
- Amphinemura maoi (Wu, 1938)
- Amphinemura maracandica (McLachlan, 1875)
- Amphinemura martensi Zwick, 1980
- Amphinemura megaloba (Kawai, 1960)
- Amphinemura mexicana Baumann & Gaufin, 1972
- Amphinemura meyi Stark & Sivec, 2010
- Amphinemura microcercia (Wu, 1938)
- Amphinemura minor Sivec, 1982
- Amphinemura minuta Kawai, 1969
- Amphinemura mirabilis (Martynov, 1928)
- Amphinemura mockfordi (Ricker, 1952)
- Amphinemura mogollonica Baumann & Gaufin, 1972
- Amphinemura mokanshenensis (Wu, 1938)
- Amphinemura monotuberculata (Kawai, 1956)
- Amphinemura moshingi Aubert, 1967
- Amphinemura multispina (Wu, 1973)
- Amphinemura nanlingensis Yang, Li & Sivec, 2005
- Amphinemura nepalensis Harper, 1975
- Amphinemura nigrifrons Zwick, 1977
- Amphinemura nigritta (Provancher, 1876)
- Amphinemura nigritubulata Li & Yang, 2008
- Amphinemura nikkoensis Shimizu, 1998
- Amphinemura nongrimi Aubert, 1967
- Amphinemura nubila Kimmins, 1950
- Amphinemura ohridana Ikonomov, 1978
- Amphinemura okinawaensis Kawai, 1968
- Amphinemura ovalis Li & Yang, 2005
- Amphinemura palmeni (Koponen, 1917)
- Amphinemura paraluteipes Aubert, 1967
- Amphinemura pediformis Li & Yang, 2008
- Amphinemura pentagona (Okamoto, 1922)
- Amphinemura pseudoluteipes Aubert, 1967
- Amphinemura pterygoidea Li & Yang, 2008
- Amphinemura puebla Baumann & Gaufin, 1972
- Amphinemura pulchra Zwick, 1977
- Amphinemura quadrangularis Zwick, 1978
- Amphinemura rahungi Aubert, 1967
- Amphinemura rai Ham & Lee, 1999
- Amphinemura reinerti Baumann, 1976
- Amphinemura renata Kimmins, 1950
- Amphinemura rostroloba (Wu, 1962)
- Amphinemura ryukyuensis Shimizu, 1998
- Amphinemura sagittata (Okamoto, 1922)
- Amphinemura sapa Stark & Sivec, 2010
- Amphinemura scalprata Li & Yang, 2007
- Amphinemura sclerotica Du & Zhou, 2007
- Amphinemura seminigra Shimizu, 1998
- Amphinemura simplex Zwick, 1977
- Amphinemura sinensis (Wu, 1926)
- Amphinemura singularis Zhu & Yang, 2002
- Amphinemura sperchiana Berthélemy, 1971
- Amphinemura spinata (Wu, 1949)
- Amphinemura standfussi (Ris, 1902)
- Amphinemura stangeli Sivec, 1980
- Amphinemura steinmanni Zwick, 1973
- Amphinemura sulcicollis (Stephens, 1836)
- Amphinemura sumatrensis (Navás, 1930)
- Amphinemura talungdzongi Aubert, 1967
- Amphinemura tamdao Stark & Sivec, 2010
- Amphinemura texana Baumann, 1996
- Amphinemura thienemanni (Geijskes, 1952)
- Amphinemura tibetensis Zhu & Yang, 2003
- Amphinemura tragula Kimmins, 1950
- Amphinemura trassaerti Wu, 1938
- Amphinemura trialetica Zhiltzova, 1957
- Amphinemura triangularis (Ris, 1902)
- Amphinemura tricantha (Jewett, 1958)
- Amphinemura triramia (Wu, 1962)
- Amphinemura tubulata Du & Zhou, 2007
- Amphinemura unihamata (Wu, 1973)
- Amphinemura varshava (Ricker, 1952)
- Amphinemura varzobi Zhiltzova, 1989
- Amphinemura venusta (Banks, 1911)
- Amphinemura verrucosa Zwick, 1973
- Amphinemura viet Stark & Sivec, 2010
- Amphinemura wittmeri Zwick, 1980
- Amphinemura wui (Claassen, 1936)
- Amphinemura yangi Zhu & Yang, 2003
- Amphinemura zhoui Li & Yang, 2008
- Amphinemura zimmermanni Joost, 1970
- Amphinemura zonata Okamoto, 1922